# Gabriele Renzulli
Aldo Gabriele Renzulli (Udine, 20 aprile 1943 – Udine, 15 maggio 2023) è stato un politico italiano.
Dopo essere stato segretario regionale del PSI friulano e componente dell’Assemblea Nazionale del PSI, fu consigliere regionale in Friuli e deputato per due legislature con il Partito Socialista Italiano.